# Trechona
Trechona C. L. Koch, 1850 è un genere di ragni appartenente alla famiglia Dipluridae.

## Caratteristiche
È uno dei generi della sottofamiglia Diplurinae che possiede un organo liriforme prolateralmente sulle gnathocoxae. Differisce dal genere Diplura C. L. Koch, 1850 e da Harmonicon F. O. P-Cambridge, 1896 per l'elevata quantità di setole presenti sull'organo liriforme, sparse lungo le gnathocoxae.

## Distribuzione
Le 3 specie note di questo genere sono diffuse in Brasile, nelle riserve della foresta atlantica.

## Tassonomia
Considerato un sinonimo precedente di Eudiplura Simon, 1892 a seguito di un lavoro dell'aracnologo Raven del 1985.
Attualmente, a giugno 2012, si compone di tre specie:
- Trechona rufa Vellard, 1924 — Brasile
- Trechona uniformis Mello-Leitão, 1935 — Brasile
- Trechona venosa (Latreille, 1832)[3] — Brasile

### Specie trasferite
- Trechona adspersa Bertkau, 1880; esemplari reperiti in Brasile, attualmente trasferiti alla famiglia Nemesiidae in qualità di incertae sedis[2].
- Trechona lycosiformis (C. L. Koch, 1842); esemplari rinvenuti in Brasile e Guyana e attualmente ascritti al genere Avicularia della famiglia Theraphosidae[2].
- Trechona sericata Karsch, 1879; esemplari rinvenuti in Colombia e trasferiti al genere LinotheleKarsch, 1879[2].

### Nomen dubium
- Trechona rogenhoferi (Ausserer, 1871); esemplari juvenili, rinvenuti in Brasile, originariamente ascritti al genere Diplura; trasferiti da Simon nel 1892 nell'ex-genere Eudiplura Simon, 1892, furono poi trasferiti in Trechona dal lavoro di Raven del 1985, anche se il maschio raffigurato da Fischel nel 1927 e gli esemplari adulti raffigurati da Raven nel 1985 non sono stati riconosciuti come Trechona venosa da uno studio di Pedroso, Baptista & Ferreira del 2008 e sono quindi da ritenersi nomina dubia[2].